# Didissandra triflora
Didissandra triflora är en tvåhjärtbladig växtart som beskrevs av Charles Baron Clarke. Didissandra triflora ingår i släktet Didissandra och familjen Gesneriaceae. Inga underarter finns listade i Catalogue of Life.